# 岩井克行
岩井 克行（いわい かつゆき、1976年8月19日 - ）は、元北日本放送のアナウンサー。富山県射水郡小杉町（現・射水市）出身。富山県立高岡高等学校、筑波大学社会工学類卒業。筑波大学在学中は筑波放送協会（THK）という放送サークルに所属し活動をしていた。
1999年、北日本放送へアナウンサーとして入社。愛称は「イワカツ」。法科大学院進学のため、2007年3月で退社。

## 主な担当番組
- とれたてワイド朝生!
- MUSIC TRAIN～音楽列車で行こう～
- KNBイベント情報
- 深夜のP
- 富山競輪決勝展望
- 日本列島こんにちは
- 朝生!土曜版
- KNB TEENS' MUSIC WAVE
- KNBヒットchatまゆじゅん
- 朝市RADIO土曜版
- 高原兄の一発deナイト
- KNBニュースプラス1　スポーツ